# Hermann Bauer Verlag
Der Hermann Bauer Verlag war ein deutscher Esoterik-Verlag mit Sitz in Freiburg im Breisgau. Die vom Verlag herausgegebene Zeitschrift Esotera war eine der bekanntesten Publikationen im Bereich Esoterik und Spiritualität und erreichte eine Auflage von 30.000 Exemplaren.
Der 1937 gegründete Verlag entwickelte sich in der Nachkriegszeit zu einem der wichtigsten Esoterik-Verlage in Deutschland. 
Schwerpunkte des Programms waren Naturheilkunde, Astrologie oder Yoga. 
Der Spiegel-Verlag wurde am 10. Mai 1937 von Hermann Bauer gegründet. Während der Zeit des Nationalsozialismus wurde der Betrieb mehrfach zeitweise stillgelegt. Im November 1944 kam das Ende, als der Verlag ausgebombt wurde. 
B
1946 wurde mit dem Wiederaufbau begonnen. 1951 trat Friedrich Kirner, Schwiegersohn von Bauer, in die Firma ein und 1966 wurde die Einzelfirma in eine KG umgewandelt, die fortan als Verlag Hermann Bauer KG firmierte.
1970 kaufte Hermann Bauer den Johannes Baum Verlag, zu dem auch Prana-Haus, ein Lebensreform-Versandhändler und Verlag, sowie die Zeitschrift Die weiße Flagge gehörten. Die weiße Flagge hatte als Organ der Neugeist-Bewegung in den 1930er Jahren Auflagen von 450.000 Exemplaren erreicht. 1958 war bereits die Zeitschrift Die okkulte Stimme gekauft und unter dem Titel Die andere Welt fortgeführt worden. Jetzt wurden diese Zeitschriften zur neuen Zeitschrift Esotera vereinigt.
Ende der 1990er Jahre beschäftigte der Verlag 80 Mitarbeiter, die über Genussscheine am Gewinn beteiligt waren. Zu jener Zeit gehörte zum Unternehmen neben der Zeitschrift Esotera und dem Prana-Versandhaus der Bauer-Audio/Video Verlag und der Ebertin Verlag, wo ab 1979 die astrologische Zeitschrift Meridian erschienen war.
Dann geriet das Unternehmen in Schwierigkeiten, teilweise bedingt durch das zunehmende Engagement von Publikumsverlagen wie Goldmann und Droemer Knaur, die mit eigenen Reihen und Imprints in das Esoterik-Segment drängten (Goldmann Arkana bzw. Droemer Knaur Esoterik). Die langjährigen Eigentümer und Geschäftsführer Friedrich Kirner und Waltraud Kirner, die Tochter des Unternehmensgründers, verkauften die Mehrheitsanteile 1999 an den Düsseldorfer PR-Unternehmer Paul J. Kohtes, der einen Relaunch des Verlages und der Zeitschrift Esotera versuchte. Neuer Geschäftsführer wurde Erwin Singer, zuvor beim Schweizer Urania-Verlag (Neuhausen am Rheinfall). Das Vorhaben misslang und 2001 musste der Verlag Insolvenz anmelden, das Verfahren scheiterte jedoch wegen Masseunzulänglichkeit. Anschließende Prozesse wurden noch bis 2006 geführt. Die Zeitschrift Esotera wurde an ein Berliner Unternehmen verkauft, wo sie noch einige Jahre unregelmäßig erschien. Der Versandhändler PranaHaus wurde übernommen und weitergeführt.
Zeitschriftentitel:
- Die andere Welt. Monatsschrift für geistiges Leben und alle Gebiete der Geisteswissenschaften. 1959–1969, ISSN 0174-8637, ZDB-ID 125264-1.
- Esotera: das Fachmagazin für neues Denken und spirituelles Leben. 1970–2001, ISSN 0003-2921, ZDB-ID 125262-8.